# Бізнес-школа
Бізнес-школа — це створена при університетах організація, яка пропонує освіту лінійному або TOP-менеджменту (управлінському складу) бізнесу.
Програми навчання в бізнес-школі включають такі напрями як:
- Бухгалтерський облік
- Фінанси
- Менеджмент
- Інформаційні технології
- Маркетинг
- Бізнес адміністрування
- Бізнес-моделювання
- HR
- Логістика
- PR
- Бізнес-процеси
- Аутсорсинг
- Організаційна поведінка

## Види бізнес-шкіл
Школи бізнесу, ділового адміністрування та менеджменту, спеціалізовані галузеві Школи. Є 4 основних принципи створення бізнес-шкіл.
1. Більшість університетських бізнес-шкіл є факультетами, коледжами або департаментами університету і займаються тільки бізнес-освітою та курсами.
2. У Північній Америці під бізнес-школами розуміється університетська освіта найвищого рівня магістр, яка пропонує ступінь MBA або еквівалентний йому. Тож, в Північній Америці термін «бізнес-школа» може означати дворічну школу, яка надає ступінь у різних сферах бізнесу. Багато з цих шкіл зародилися як допоміжні при університетах, потім стали займатися управлінською освітою, бухгалтерським обліком та іншими тренінговими програмами.
3. У Європі та Азії деякі університети навпаки засновувались на базі бізнес-шкіл і вчать тільки бізнесу.
4. В Україні бізнес-школи почали відкриватись в 1989 році (на території колишнього СРСР). Школи бізнесу в Україні репрезентовані як факультети при університетах — Києво-Могилянська бізнес-школа, так і бізнес-школи, що стали ЗВО — Бізнес-школа Львівського інституту менеджменту, так само як філіали відомих світових бізнес-шкіл: Единбурзька бізнес-школа — є частиною британського університету Геріот-Ватт (англ. Heriot-Watt University).

## Неакадемічні Бізнес-школи
З розвитком неформальної освіти з'явились бізнес-школи, які надають послуги бізнес-освіти без допомоги вищих навчальних закладів. Вони можуть бути, як державні, так і приватні. Основою діяльності є обмін знаннями між досвідченими практиками, академічною спільнотою та бізнесменами початківцями. Назви таких шкіл можуть утворюватись за регіонами походження, наприклад Львівська школа керівників бізнесу, галузями бізнесу Школа управління меблевим бізнесом, засновниками Школа бізнесу Нова пошта. Таку школу реалізовано на базі системи державних послуг ДІЯ, у вигляді Національної онлайн-школи для підприємців.